# Tympanocryptis fictilis
Tympanocryptis fictilis — вид ігуаноподібних ящірок родини агамових (Agamidae). Ендемік Австралії. Описаний у 2019 році.

## Поширення і екологія
Tympanocryptis fictilis мешкають в Південній Австралії, від Кубер-Педі на північ до річки Альберга і піщаних дюн пустелі Педірка, на захід до Великої пустелі Вікторія, на схід, можливо, до пустелі Сімпсон. Вони живуть на гравійних пустельних рівнинах.